# Dirección General de Obras Públicas de Chile
La Dirección General de Obras Públicas (DGOP) es una entidad pública chilena, dependiente del Ministerio de Obras Públicas (MOP). Tiene la misión de dirigir, coordinar y fiscalizar la gestión de los servicios ejecutores dependientes, en relación con la prestación de los servicios de infraestructura pública, poniendo a disposición de los ciudadanos obras que permitan el desarrollo y la disminución de brechas de desigualdad; a través de la regulación del sistema de contratación de obras y consultoría, asegurando su competencia y transparencia, así como el cumplimiento eficiente de las políticas medioambientales y de prevención de riesgos. Desde el 1 de septiembre de 2023, el organismo está dirigido por el ingeniero y constructor civil Boris Olguín Morales.

## Organización
La Dirección General de Obras Públicas dispone de un sistema de indicadores que permite anticipar situaciones, asegurar a las autoridades y al público en general la buena marcha de los proyectos, informar sobre la participación de la ciudadanía en cada uno de ellos, cuidado del medio ambiente, costos de los proyectos y plazos de entrega. Para estos efectos, entrega información de los costos medios de las obras y de los grados de satisfacción obtenidos de la comunidad con las obras a su disposición comparándolos con estándares de los países más avanzados en esta materia.
Del mismo modo, la DGOP agrega valor a las obras de infraestructura, a través de las siguientes áreas de gestión:
- Departamento de Registros de Obras Mayores y Consultores: su principal función es mantener los Registros y Sistemas de Calificación de Contratistas de Obras Públicas y Consultores del Ministerio, velar por el oportuno registro y comunicación de la información que obre en su poder, suprimir las trabas que impiden la expedita inscripción de los interesados y la debida competencia en las licitaciones.
- Secretaría Ejecutiva de Medio Ambiente y Territorio: vela por el cumplimiento de las políticas y normativa sobre el medio ambiente, participación ciudadana y asuntos indígenas, en lo referente a las obras públicas y gestión de los recursos hídricos, aportando asesoría en estas materias a las autoridades ministeriales y los Servicios dependientes.
- División de Estudios y Desarrollo: propone metodologías de evaluación social y modelos de optimización de los planes de inversión, apoya en la definición de estándares de servicio y participación ciudadana en las obras públicas, promociona la eficiencia tecnológica e innovación en las obras públicas y revisa e informa los proyectos en los distintos ámbitos de competencia de la Dirección General de Obras Públicas.
- Departamento de Prevención de Riesgos: su objetivo principal es velar por el cumplimiento de las políticas y normas de prevención de Riesgos de accidentes laborales y de higiene y seguridad laboral en las obras públicas y en el Ministerio, difundirlas y asesorar en estas materias a las autoridades ministeriales y los Servicios dependientes.
- Departamento de Fiscalización de Contratos y Consultorías:  apoya al director general en el control de la gestión y fiscalización de las obras públicas a cargo de los Servicios dependientes, considerando para ello los estudios de preinversión, diseños de ingeniería, ejecución y explotación.